# Conospermum nervosum
Conospermum nervosum är en tvåhjärtbladig växtart som beskrevs av Meissn.. Conospermum nervosum ingår i släktet Conospermum och familjen Proteaceae. Inga underarter finns listade i Catalogue of Life.